# Christopher Browning
Christopher Robert Browning (22 de maio de 1944) é um historiador estadunidense, conhecido melhor por seus trabalhos sobre o Holocausto. Browning recebeu seu diploma de bacharel na Oberlin College em 1968 e seu doutorado na Universidade de Wisconsin-Madison em 1975. Ele ensinou na Pacific Lutheran University de 1974 a 1999. Em 1999, mudou-se para a Universidade da Carolina do Norte em Chapel Hill para aceitar uma consulta como Professor de História Frank Porter Graham. Browning foi eleito membro da Academia de Artes e Ciências dos Estados Unidos em 2006. Browning se aposentou do ensino na primavera de 2014.